# Erika Stucky
Erika Stucky (San Francisco, 1962) is een Amerikaans/Zwitserse jazzzangeres en accordeoniste.

## Biografie
In 1907 besloot Theodor Stucky, de grootvader van Erika Stucky, Oberwallis te verlaten en naar Noord-Amerika te gaan. Zijn zoon Bruno Stucky werd opgeleid als slager door het Palace Hotel in San Francisco voor artistieke buffetarrangementen bij gala's. Als fan van Connie Francis en The Rat Pack stelde hij zijn dochter Erika al op jonge leeftijd voor aan Frank Sinatra, Dean Martin en andere grote Amerikaanse entertainers.
In de winter van 1971 keerde het gezin vanwege hun verlangen naar de Alpen terug naar Europa en vestigde zich in het dorp Mörel in Oberwallis. Erika Stucky begon te jodelen in traditionele kostuumgroepen. Op 17-jarige leeftijd zong ze in de musical Hair in Brig, begeleid door een lokale bigband, waarbij ze alle vrouwelijke rollen op zich nam. Daarna reisde ze acht maanden door Zuid-Amerika met een schoolvriend en zong een mengeling van Anglo-Amerikaanse folk/pop (Dylan, Joplin, Beatles) en rudimentair jodelen op straat in oorspronkelijke Walliser werkdagkostuums. Terug in Zwitserland volgde ze lessen aan de school van de beroemde pantomime Dimitri in Ticino, vanwaar ze twee jaar naar Parijs verhuisde om jazzzang te studeren bij Jean-Claude Briodin. Daarna voltooide ze haar opleiding tot theateractrice bij L'atelier Serge Martin (toen in Parijs, tegenwoordig Genève). Van Parijs verhuisde ze eerst naar Brooklyn en daarna naar het meer van Zürich, waar ze nu nog steeds woont.

### Carrière
In 1985 was Erika Stucky medeoprichtster van het vrouwelijk a capella kwartet The Sophisticrats plus contrabassist. De band bracht de twee albums Four Singers And Bass (1988) en We love you (1991) uit, gaf zo'n 500 concerten in Europa en Afrika en ontving verschillende prijzen, waaronder de Coup de Coeur (1988) van de stad Saint-Malo en de Prix de l'Humor (1989). In 1991 richtte Erika Stucky het kwartet Bubble-Town op met Marco Raoult, wiens genre ze omschreef als fantasy folklore, en in 1996 verscheen het debuutalbum Don't Shoot Him.
In 1994 werd Stucky door George Gruntz uitgenodigd om als solozangeres deel te nemen aan zijn Concert Jazz Band. Stucky toerde met de formatie door Zwitserland, Duitsland en Rusland. Elvin Jones en Joe Henderson traden op tijdens het concert als onderdeel van het Berlin Jazz Festival. Tijdens de tournee ontstond in Sint-Petersburg het idee voor het trio Mrs Bubble & Bones met de twee Amerikaanse trombonisten Art Baron en Ray Anderson. De naam van deze formatie, actief sinds 1997, is afgeleid van de trombones. Parallel aan Bubbles & Bones zong Stucky in 1999 in de studio en live met de WDR Big Band uit Keulen onder leiding van George Gruntz naast de Argentijnse bandoneonvirtuoos Dino Saluzzi. In 2001 bracht ze haar eerste album uit met Bubbles & Bones bij Traumton Records, met Gruntz en Saluzzi als speciale gasten.
In 2000 speelde Stucky enkele maanden de rol van Frau Gott in het toneelstuk Helges Leben van Sibylle Berg in het theater van Bochum. Stucky componeerde ook de muziek voor de productie met de Walliser dialect-popzanger Sina, die in de rol van Frau Tod verschijnt. Daarna begonnen de twee een samenwerking die tot op de dag van vandaag voortduurt onder de naam Stucky & Sina, met speciaal op het podium gemaakte Super 8-films.
In 2001 begon Erika Stucky een samenwerking met het trio Roots of Communication, die ook tot op de dag van vandaag voortduurt. Het bestaat uit de trombonisten en alpenhoornspelers Robert Morgenthaler en Jean-Jacques Pedretti en de wisselende drummers Lucas Niggli en Peter Horrisberger. In 2002 opende Stucky & Roots of Communication de Swiss Expo.02 in Murten. Het programmaboekje van het BeJazz Winter Festival schreef over Stucky & Roots of Communication: Samen met het trio van Robert Morgenthaler belicht Erika Stucky de muziekstijlen van jazz, klassiek, pop en volksmuziek op een geheel nieuwe manier. Roots of Communication speelt eigen composities en geïmproviseerde sequenties geïnspireerd door jazz en klassieke muziek, maar ook door Aziatische, Afrikaanse en Europese volksmuziek.
In 2004 werd Erika Stucky uitgenodigd door de Zwitserse jazzpioniers Christy Doran en Fredy Studer voor hun Jimi Hendrix-project, waarin Jamaladeen Tacuma en Kim Clarke afwisselend elektrische bas speelden en soms ook Melvin Gibbs. Het kwartet heeft tot nu toe twee cd's opgenomen en toerde meerdere jaren door Europa en Canada. In 2005 werd Stucky ingehuurd door de industriële rockband The Young Gods voor een Woodstock-project dat in september in première ging en in de daaropvolgende jaren internationaal reisde. Het nummer If 6 Was 9 verscheen op het album Knock On Wood uit 2008. Met The Young Gods, Handsome Hank, Lucas Niggli en anderen produceerde Stucky ook haar volgende album Suicidal Yodels, dat in 2007 werd uitgebracht.
In 2006 speelde Stucky de rol van Ginger in de productie van de jazzopera Escalator Over The Hill (libretto van Paul Haines) van Carla Bley. Bley zat zelf aan de piano bij de concerten in de Philharmonie Essen.
In 2007 was Stucky een van de drie hoofdrolspelers in de documentaire Heimatklänge (2007) van Stefan Schwietert, samen met jodelaar Noldi Alder en zanger Christian Zehnder. Als vervolgproject op Bubbles & Bones formeerde ze in 2008 de formatie Bubbles & Bangs. Bangs staat voor verhoogde ritmische bite, voornamelijk verzorgd door drummer Lucas Niggli, maar ook aangewakkerd door de tubavirtuozen Jon Sass en Marc Unternahrer.
In 2010 zong Stucky in de opera Milk & Honey van George Gruntz in het Stadttheater Basel, waarvoor Richard Wherlock een balletchoreografie creëerde. Een bijzonder optreden van de productie vond plaats in de zomer van 2010 op het openluchtpodium van het Villingen-Schwenningen Festival, met Gruntz, Stucky, Matthieu Michel, Andy Scherrer, Christy Doran en anderen. In hetzelfde jaar voerde Erika Stucky Roots of Communication uit van Robert Morgenthaler in het Zwitserse paviljoen op de Expo 2010 in Shanghai. In haar uitvoering schetste ze een eigentijdse visie op de muzikale tradities van de Zwitserse Confederatie.
In 2011 richtten Stucky en haar producent Knut Jensen, met wie ze sinds 2000 samenwerkt, het project Ping Pong op. Het combineerde Stucky's stem en mini-accordeon met Jensens ukelele en notitieboekje, terwijl Stucky haar films vertoonde die live in Shanghai waren opgenomen. Datzelfde jaar nam Stucky deel aan het project Raindogs Revisited, een eerbetoon aan Tom Waits dat zelfs op zijn website werd aangekondigd. Artistiek geregisseerd door David Coulter (The Pogues, Tom Waits & Robert Wilson The Black Rider, Gorillaz, Pete Townshend, Kronos Quartet en anderen), omvatte het ensemble naast Stucky onder andere Jane Birkin, Arthur H., Steve Nieve (toetsenist van Elvis Costello), Tiger Lillies en Annie Clark alias St. Vincent.
Na Raindogs Revisited bleef Stucky werken aan haar volgende album Black Widow, met enkele muzikanten van de productie. Het werd opgenomen in 2012 in Stockholm en Londen met Michael Blair (Tom Waits, Lou Reed, Elvis Costello), David Coulter en Terry Edwards (Nick Cave, PJ Harvey). Na het uitbrengen van het album gaf het kwartet concerten door heel Europa. 
In 2014 ontwikkelde Erika Stucky de show Wally und die Sieben Geier, waarvoor ze samenwerkte met de Oostenrijkse fanfare Da Blechhauf'n. In oktober 2016 opende Stucky het Zwitserse paviljoen in Mexico-Stad en ontwikkelde een gezamenlijke voorstelling met lokale Mariachi-muzikanten, die op hun beurt werden uitgevoerd in het houten paviljoen in het stadspark.
Naast hun eigen nummers zijn er covers van nummers geschreven door Cole Porter, Steven Sondheim, Randy Newman en anderen. Inhoudelijk gaan de liedjes in bredere zin over de relatie tussen dochters en vaders. In de productie werkte ze samen met avant-garde muzikant en producent FM Einheit. Verder zijn zeven leden van het La Cetra Baroque Orchestra Basel en contratenor Andreas Scholl betrokken. Met hem vertolkte Stucky onder meer het nummer Caruso van Lucio Dalla.
In maart 2019 was Stucky te zien in Didon & Enee Remembered in de Opéra de Lyon, een coproductie met Opera Vlaanderen en Staatsoper Stuttgart in samenwerking met Ruhrtriennale. Het stuk werd uitgevoerd van 28 tot 31 augustus 2019 als onderdeel van de Ruhrtriennale in de Kraftzentrale/Bläsehalle in het landschapspark Duisburg-Nord. David Martons ensceneerde een collage uit de opera van Henry Purcell met composities van gitarist Kalle Kalima.

## Prijzen en onderscheidingen
In 1996 ontving Stucky de Zwitserse KleinKunstPreis voor Bubble-Town. In 1998/1999 ontving ze een werkjaar van de stad Zürich. In 2010 ontving ze de Walliser Culture Prize, in 2014 een Swiss Music Prize en in 2017 de Erkenningsprijs van het kanton Zürich voor het album Papito. In 2020 ontving ze de Grand Prix Musik der Schweiz.

## Discografie
- 1990: We Love You, The Sophisticrats, FunKey
- 2001: Bubbles & Bones, Traumton Records, met George Gruntz en Dino Saluzzi als speciale gasten
- 2003: Lovebites, Traumton Records, met Jon Sass, Ray Anderson, Bertl Mütter, Lew Soloff, Matt Perrine, Knut Jensen und Strings: Darja Albiker, Laura Volkwein, Angelika Yoo
- 2005: Jimi (Doran, Stucky, Studer, Clarke), Double Moon Records
- 2005: Princess, Traumton Records
- 2007: Suicidal Yodels, Traumton Records
- 2011: Stucky Live 1985-2010., Traumton Records
- 2013: Black Widow, Traumton Records
- 2015: Call Me Helium (Doran, Stucky, Studer, Tacuma), Double Moon Records
- 2017: Papito, Traumton Records